# Антипов, Артём Вадимович
Артём Вадимович Антипов (род. 18 сентября 2004) — российский профессиональный баскетболист, играющий на позиции лёгкого форварда.

## Карьера
Антипов является воспитанником петербургской школы баскетбола. С 2018 года Артём прошёл всю систему подготовки резерва «Зенит», начиная с команды ДЮБЛ.
В сезоне 2022/2023 Антипов дебютировал в Суперлиге в составе «Зенита-2», а в сезоне 2023/2024 — вместе с фарм-клубом «Зенит» дошёл до 1/2 финала турнира.
В августе 2024 года Антипов перешёл в «Нижний Новгород» на правах аренды до конца сезона 2024/2025. В составе команды Артём стал серебряным призёром Кубка России.
В августе 2025 года Антипов подписал с «Зенитом» новый 2-летний контракт.

## Сборная России
В марте 2019 года Антипов принял участие в сборе юниорской сборной России (до 15 лет).
В августе 2021 года Антипов был включён в состав сборной России (до 18 лет) для участия в Еврочелленджере.
В январе 2023 года Антипов принял участие в просмотровом сборе сборной России.
В феврале 2025 года Антипов принял участие в учебно-тренировочном сборе сборной России.

## Достижения
- Серебряный призёр Кубка России: 2024/2025
- Чемпион Единой молодёжной лиги ВТБ (2): 2021/2022, 2023/2024
- Бронзовый призёр Единой молодёжной лиги ВТБ: 2022/2023
- Чемпион ДЮБЛ: 2021/2022